# 히가시쓰치다촌
히가시쓰치다촌(東土田村)은 이시카와현 하쿠이군에 있던 촌이다. 현재의 시카정 중부, 노에쓰 자동차도 도쿠다오쓰 나들목의 남서일대에 해당한다.

## 역사
- 1889년 4월 1일 - 정촌제 시행에 의해 3개 촌의 구역으로 성립하였다.
- 1940년 11월 3일 - 니시쓰치다촌과 합병해 쓰치다촌이 성립하여, 동일 히가시쓰치다촌은 폐지되었다.

## 교통

### 도로
현재는 구촌에 노에쓰 자동차도 도쿠다오쓰 나들목이 소재하지만, 당시엔 미개통

## 참고문헌
- 角川日本地名大辞典 17 石川県